# Mariinskijteatern

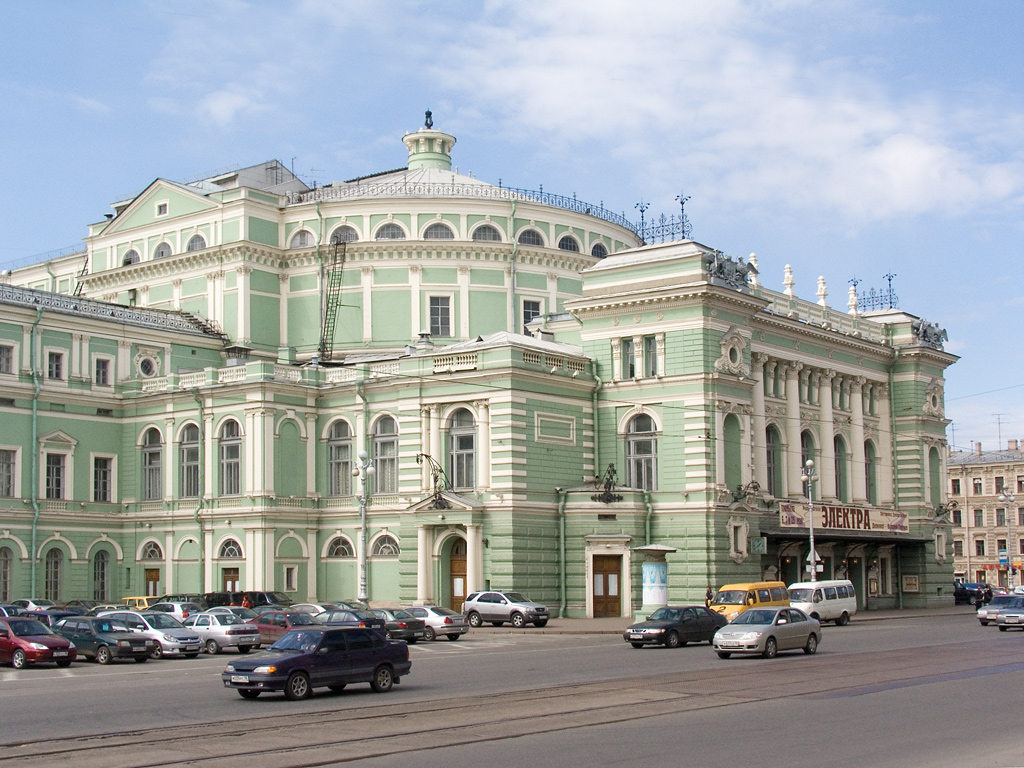
Mariinskijteatern i Sankt Petersburg, Ryssland

Mariinskijteatern (under sovjettiden kallad Kirovteatern) är en anrik teater för opera och balett i Sankt Petersburg. Mariinskijteatern är kanske mest känd som hemmascen för Mariinskijbaletten.
Mariinskijteatern är bland annat känd för uruppförandena av sagobaletterna Törnrosa (1890) och Nötknäpparen (1892) av Pjotr Tjajkovskij och Marius Petipa.